# Ivan Špakov
Ivan Vladimirovič Špakov (in russo Иван Владимирович Шпаков?; Kingisepp, 8 giugno 1986) è un ex calciatore russo, di ruolo attaccante.

## Carriera
Ha giocato nella massima serie dei campionati russo e lettone.

## Palmarès

### Club

#### Competizioni nazionali
- Campionato lettone: 1

Ventspils: 2008

#### Competizioni internazionali
- Coppa della Livonia: 1

Ventspils: 2008
- Baltic League: 1

Ventspils: 2009-2010